# Pyrrhopyge arinas
Espèce
Pyrrhopyge arinas est une espèce de lépidoptères (papillons) de la famille des Hesperiidae, de la sous-famille des Pyrginae, de la tribu des Pyrrhopygini et du genre Pyrrhopyge.

## Dénomination
Pyrrhopyge arinas a été nommé par Pieter Cramer en 1777 sous le nom initial de Papilio arinas.

### Nom vernaculaire
Pyrrhopyge arinas se nomme Arinas Firetip en anglais.

### Sous-espèces
- Pyrrhopyge arinas arinas; présent dans le nord-est du Pérou, le nord du Brésil, au Surinam et en Guyane
- Pyrrhopyge arinas temenos (Bell, 1931); présent au Pérou[1],[2].

## Description
Pyrrhopyge arinas est un papillon au corps trapu noir, avec la tête (front et face)et l'extrémité de l'abdomen rouge . 
Les ailes sont de couleur bleu foncé ou marron brillant. Les ailes antérieures sont barrées d'une bande blanche partant du bord costal.

## Écologie et distribution
Pyrrhopyge arinas est présent au Pérou, au Brésil, au Surinam et en Guyane,. 

### Protection
Pas de statut de protection particulier.